# Cantone di Aime
Il Cantone di Aime era una divisione amministrativa dell'arrondissement di Albertville.
È stato soppresso a seguito della riforma complessiva dei cantoni del 2014, che è entrata in vigore con le elezioni dipartimentali del 2015.
Comprendeva i comuni di:
- Aime
- Bellentre
- La Côte-d'Aime
- Granier
- Landry
- Mâcot-la-Plagne
- Montgirod
- Peisey-Nancroix
- Valezan